# Darmstadt Tennis International 2013
Il Darmstadt Tennis International 2013 è stato un torneo di tennis facente parte della categoria ITF Women's Circuit nell'ambito dell'ITF Women's Circuit 2013. Il torneo si è giocato a Darmstadt in Germania dal 15 al 21 luglio 2013 su campi in terra rossa e aveva un montepremi di 25 000 $.

## Vincitrici

### Singolare
Petra Uberalová ha battuto in finale  Lena-Marie Hofmann con il punteggio di 7–6(3), 6–4

### Doppio
Alexandra Artamonova /  Natela Dzalamidze hanno battuto in finale  Christina Shakovets /  Maša Zec Peškirič con il punteggio di 6–3, 7–6(5)